# あかつきゆきや
あかつき ゆきや（? - ）は日本の小説家、ライトノベル作家。

## 経歴
2001年の第8回電撃ゲーム小説大賞で短編『黄昏通りにて』が最終選考まで残る。その後、『電撃hp』のVOL.19上で『鬼灯草子』を発表。『クリスタル・コミュニケーション あなたの神様はいますか』で文庫デビューを果たした。
現在は執筆休業中。

## 作品リスト

### 文庫
- 『クリスタル・コミュニケーション あなたの神様はいますか』(イラスト:ぽぽるちゃ、電撃文庫〈KADOKAWA〉)　[2]
- 『輪廻ノムコウ』(イラスト: 逢川藍生、電撃文庫〈KADOKAWA〉)　[3]

### 雑誌
- 『鬼灯草子』(電撃hp vol.19)